# Paolo Scalondro
Paolo Maria Scalondro, född 1952, är en italiensk skådespelare.

## Filmografi (urval)
- 2004 - Part Time
- 1998 - Radiofreccia
- 1995 – Vendetta
- 1982 - Monsignor